# Melogale everetti
Il tasso furetto del Borneo (Melogale everetti Thomas, 1895) è un carnivoro della famiglia dei Mustelidi. Appartiene al genere Melogale ed è diffuso solo nel Borneo.

## Descrizione
Il tasso furetto del Borneo ha una lunghezza testa-corpo di 35–40 cm e una coda lunga 16–17 cm. Pesa circa 1–2 kg e ha una struttura fisica relativamente snella. Il muso è allungato e la testa e i denti relativamente piccoli. Il colore prevalentemente marrone scuro di gran parte delle regioni superiori contrasta nettamente con quello più chiaro del ventre. La testa è ornata con un motivo contrastante nero e bianco (o giallo), continuo o frammentato, sul naso, sulla fronte, tra le guance e le orecchie. Le zampe anteriori sono dotate di forti artigli. Talvolta il tasso furetto del Borneo viene classificato come una sottospecie del tasso furetto della Birmania. La specie è monotipica.

## Distribuzione e habitat
Il tasso furetto del Borneo è limitato al nord dell'isola da cui prende il nome. Abita in foreste e praterie ad altitudini comprese tra i 900 e i 3000 m. Il numero di esemplari è ignoto. Finora tutti gli avvistamenti documentati provengono dal territorio del parco nazionale del Kinabalu.

## Biologia
Le abitudini del tasso furetto del Borneo sono poco conosciute. Esso si nutre presumibilmente di insetti e altri invertebrati, piccoli vertebrati e frutta. Sembra essere principalmente notturno, e trascorre il giorno riposando in cavità o fessure. Si sposta preferibilmente sul terreno, ma è in grado di arrampicarsi molto bene. Si presume che conduca vita solitaria.